# Rogério dy Castro
Rogério dy Castro (, 16 de junho de 1968) é um produtor musical, multi-instrumentista, compositor e arranjador brasileiro, ex-integrante da banda de rock Rebanhão e do grupo de pop rock Primeira Essência. No meio cristão, é um dos baixistas mais bem conceituados.[carece de fontes?]

## Biografia
Começou a tocar violão e bandolim ainda na infância, e mais tarde a guitarra. Porém, o baixo veio aos 14 anos. Sua primeira atuação como músico foi em 1984.
Em 1993, Rogério entrou no Rebanhão como baixista para substituir Murilo Kardia, do Complexo J. O grupo de rock estava se reestruturando, com a saída de dois dos três membros clássicos (Carlinhos Felix e Paulo Marotta) sob a liderança do tecladista, vocalista e produtor Pedro Braconnot. Juntamente com ele, Wagner Carvalho e outros músicos, participou do grupo até meados de 1997, gravando os álbuns Enquanto É Dia e Por Cima dos Montes.
Em 1997, saiu do Rebanhão para formar a banda Primeira Essência, juntamente com Wagner Carvalho (bateria), Wagner Derek (teclados), Marcelo Magrão (guitarra) e Davi Fernandes (vocalista e compositor). O grupo durou três anos, mas gerou dois álbuns, com a participação de Rogério como baixista.
Após o Primeira Essência, Rogério tornou-se integrante da banda do cantor Kleber Lucas, e também atuando em gravações de artistas e bandas cristãs e não-cristãs, somando uma discografia de mais de dois mil projetos.
Em sua carreira de músico, já gravou mais de dois mil álbuns, e tocou com artistas como Tim Maia, Elimar Santos, Emílio Santiago, Marisa Monte, Banda Black Rio, Angela Ro Ro, César Menotti & Fabiano, Daniela Mercury, Aline Barros, Carlinhos Felix, Fernanda Brum e Kleber Lucas.

## Discografia
Álbuns pelo Rebanhão
- 1993: Enquanto É Dia
- 1996: Por Cima dos Montes
- 1998: O Melhor do Rebanhão

Álbuns pelo Primeira Essência
Gravações com outros músicos e artistas
- 1992: Dia do Leão - Grupo Águas
- 1993: Tanto Te Procurava - Edison Maia
- 1994: Luminosidade - Maurizete Catarina
- 1995: Momentos Vol.1 - Marina de Oliveira
- 1995: Momentos Vol.2 - Marina de Oliveira
- 1996: Mil Razões - Rose Nascimento
- 1997: Special Edition - Marina de Oliveira
- 1997: Dê Carinho - Cristina Mel
- 1998: Presente de Deus - Cristina Mel
- 1998: Começo, Meio e Fim - Rose Nascimento
- 1999: Tem Coisas que a Gente não Esquece - Cristina Mel
- 1999: Com Muito Louvor - Cassiane[7]
- 1999: Coração Adorador - Marina de Oliveira
- 2001: Mania de ser Feliz - Cristina Mel
- 2003: Discípulos Teus - Nova Jerusalém
- 2003: Eternamente - Cristina Mel
- 2003: Jardim Secreto da Adoração - Alda Célia
- 2005: Casa de Davi, Casa de Oração - Kleber Lucas
- 2006: Propósito - Kleber Lucas
- 2006: Apenas uma Voz - Léa Mendonça[8]
- 2007: Liberdade, Santidade e Compromisso - Comunidade Vida Cristã (como baixista, compositor e produtor musical)
- 2008: Eu Não Vou Parar - Marina de Oliveira
- 2008: Recomeço - Talita Paglarin
- 2008: Cura-me - Fernanda Brum[9]
- 2008: Comunhão para Aqueles que Te Amam - Kleber Lucas[10]
- 2008: Não Pare de Adorar - Shirley Carvalhaes
- 2008: Lugar Mais Alto - Wilian Nascimento
- 2009: Canibália - Daniela Mercury[5]
- 2009: Até o Céu Te Ouvir... - Alex e Alex
- 2009: Canções do Espírito - Alda Célia
- 2010: Uma Voz - Quatro por Um[5]
- 2011: Extraordinário Amor de Deus - Aline Barros[5]
- 2011: Outra Metade - Brenda dos Santos[11]
- 2011: Majestade - Jill Viegas[5]
- 2011: Vai Brilhar - Mariana Valadão[12]
- 2012: Meu Pai - Dell Cordeiro
- 2012: Levanta Tua Voz - Wilian Nascimento[5]
- 2012: Liberta-me - Fernanda Brum[5]
- 2012: Lindo Senhor - Carlinhos Felix
- 2013: Vento de Adoração ao vivo - Lilian Lopes[5]
- 2013: Gravado em AD Ebenézer - Leonardo Duarte
- 2013: O Sonho não Acabou - Gisele Nascimento[5]
- 2014: O Filho de Deus - Kleber Lucas
- 2014: Tim-Tim Por Tim-Tim - Aline Barros[5]
- 2014: Como Águia - Bruna Karla[5]
- 2015: Deixa o Céu Descer - Quatro por Um[5]
- 2015: Essência - Anderson Freire
- 2015: Extraordinária Graça - Aline Barros
- 2016: Amo Você – Melhores Momentos - Vários artistas
- 2106: Um Novo Tempo - Danielle Cristina
- 2016: Ponto de Encontro - Atitude
- 2016: Questão de Honra - Rose Nascimento
- 2016: Grato - Klev
- 2016: Inédito de Deus - Geraldo Guimarães
- 2017: Serôdia - Comunidade Evangélica Internacional da Zona Sul